# 조이 헤더턴

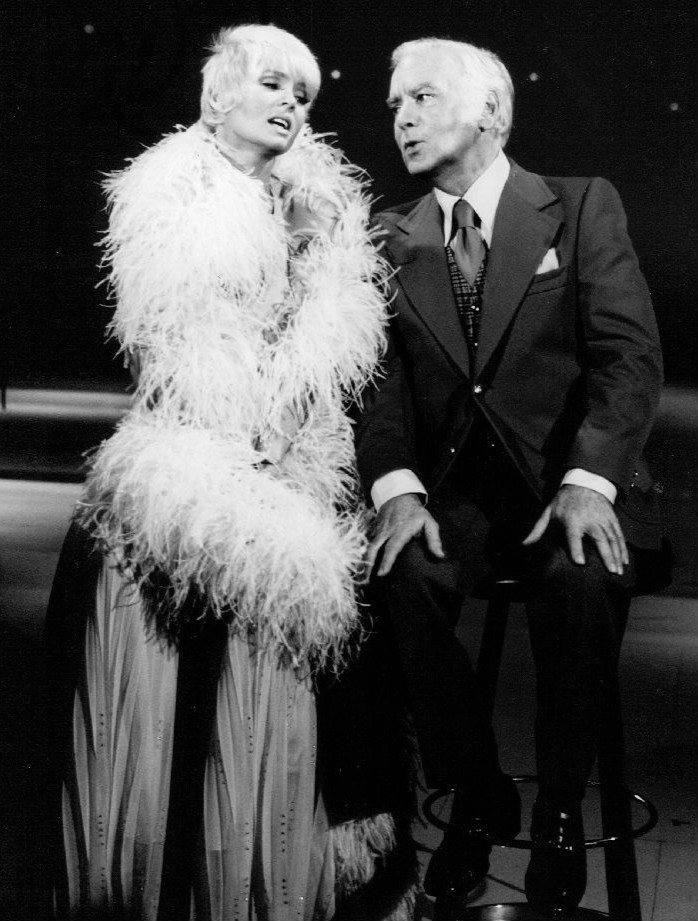

조이 헤더턴(Joey Heatherton, 1944년 9월 14일 ~ )은 미국의 배우, 가수, 음악가, 댄서, 연극 배우, 텔레비전 배우, 영화배우이다.

## 영화
- 밥 호프: 헐리우즈 브라이티스트 스타 (1996년) - 본인 역
- 사랑의 눈물 (1990년)
- 해피 후커 2 - 워싱턴 가다 (1977년)
- 비밀지령 (1968년)
- 마이 블러드 런스 콜드 (1965년)
- 웨어 러브 해스 곤 (1964년)